# Přístaviště Valongo
Přístaviště Valongo (portugalsky Cais do Valongo) je staré nábřežní molo v brazilském městě Rio de Janeiro. Nachází se v přístavní oblasti města, mezi ulicemi Rua Coelho e Castro a Rua Sacadura Cabral, přibližně 350 m jižně od stávajícího břehu zátoky Guanabara.
Zbudováno bylo roku 1811 a sloužilo jako místo vyloďování afrických otroků dovážených do Brazílie, přímo v přístavišti se s otroky i obchodovalo. Do roku 1831, kdy bylo otroctví oficiálně zrušeno, prošel přístavem odhadem až 1 milion otroků.. Roku 1843 bylo molo celkově přestavěno, aby posloužilo jako místo vylodění princezny Terezy Marie Neapolsko-Sicilské, která tohoto roku připlula do Brazílie, aby se zde provdala za brazilského císaře Petra II. Následně se molu začalo říkat též Molo císařovny (Cais da Imperatriz). Na začátku 20. století bylo molo zasypáno v rámci urbanistické reformy a přestavby celé přístavní oblasti.
Během archeologických průzkumů zahájených v roce 2011, zde bylo objeveno velké množství amuletů a dalších drobných předmětů původem z Konga, Angoly a Mosambiku. V červenci 2017 byla tato archeologická lokalita zapsána na seznam světového kulturního dědictví UNESCO.

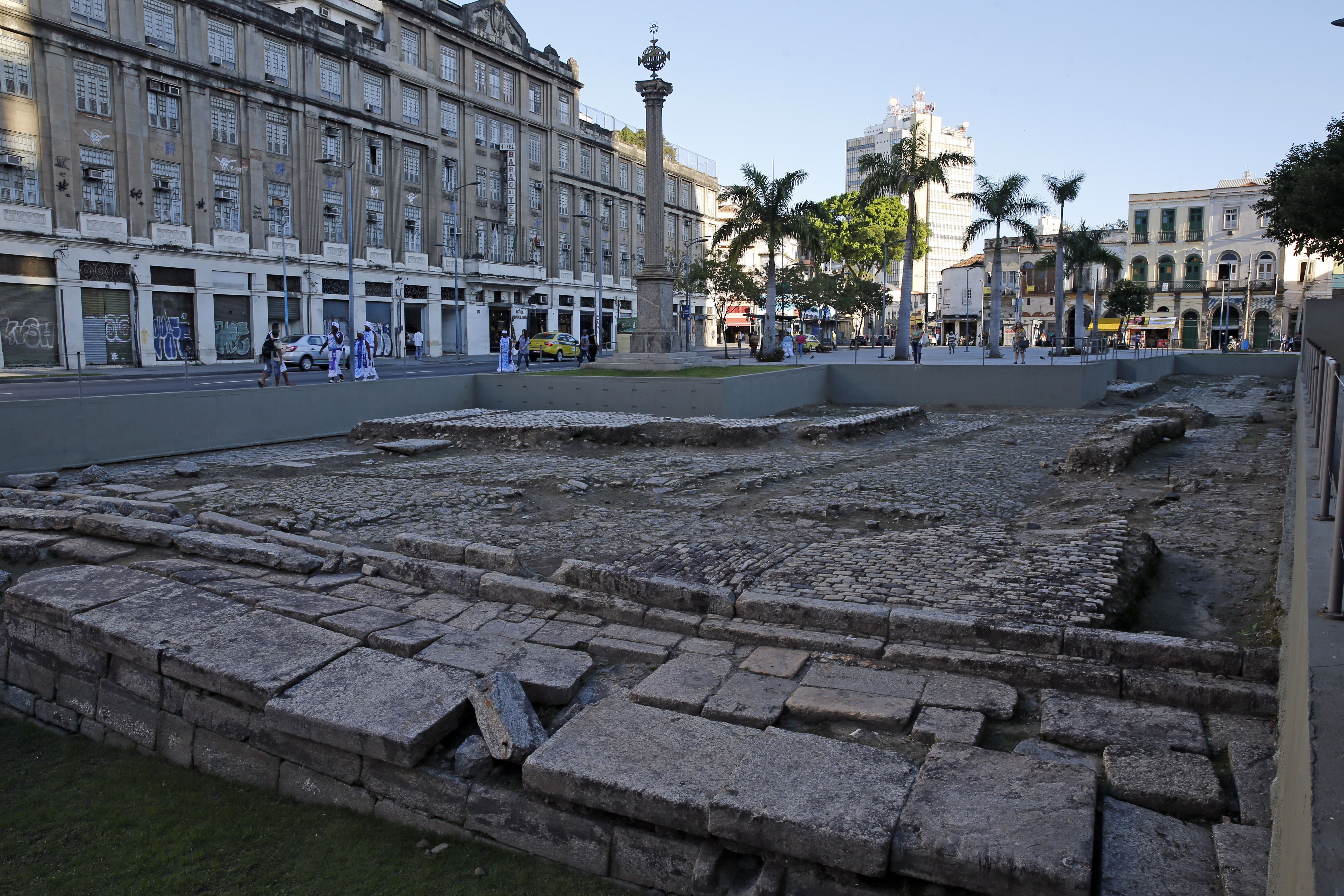
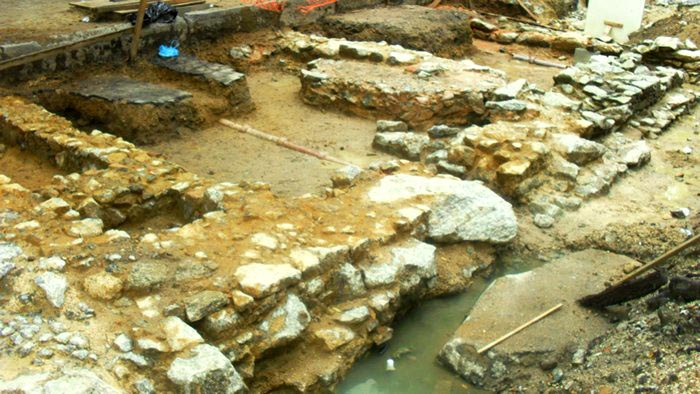
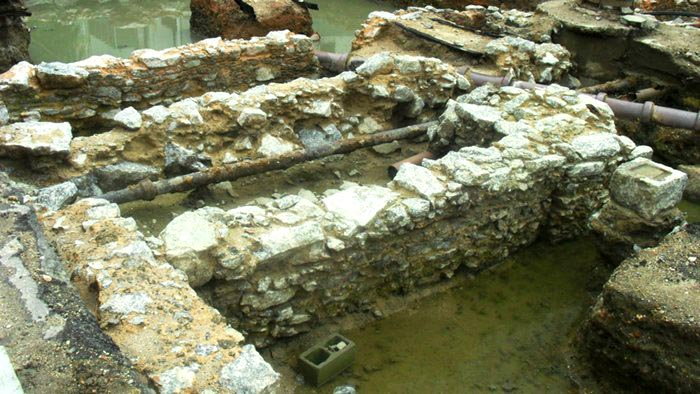